# Zaza (película de 1915)
Zaza era una película de drama romántico muda estadounidense de 1915 producida por Famous Players Film Company en asociación con Charles Frohman Company, y distribuido por Paramount Pictures. La película fue dirigida por Edwin S. Porter y Hugh Ford y con la actuación estelar de Pauline Frederick en el rol principal. La película está basada en la obra francesa del mismo nombre de 1899 que protagonizó Mrs. Leslie Carter, y la adaptación estadounidense por David Belasco.
La fecha de estreno original de Zaza estaba planificada para el 4 de octubre de 1915. Sin embargo, un incendio de nitrato en el estudio de Famous Players el 11 de septiembre de 1915 causó que el estreno de la película se retrase hasta el 11 de noviembre. La película se considera como perdida.

## Reparto
- Pauline Frederick - Zaza
- Julian L'Estrange - Bernard Dufrene
- Ruth Sinclair - Madame Dufrene
- Maude Granger - Tía Rosa
- Blanche Fisher - Louise
- Helen Sinnott - Nathalie
- Mark Smith - Cascart
- Charles Butler - Duc de Brissac
- Walter Craven - Dubois
- Madge Evans - Niño (sin acreditar)

## Otras adaptaciones
El guion fue adaptado nuevamente para la pantalla en 1923 siendo protagonizada por Gloria Swanson, y en 1938, esta vez, protagonizada por Claudette Colbert.